# Palazzo Vescovile (Pienza)
Pour les articles homonymes, voir Palazzo Vescovile.
Le Palazzo Vescovile, dit aussi Palazzo Borgia, est le palais de l'évêché de Pienza, la ville idéalisée de la Renaissance voulue par le futur pape Pie II, situé dans le centre historique sur la Place Pie-II, sur le flanc gauche de la cathédrale. Il est bordé sur son flanc gauche par le corso Rosselino.

## Histoire
Le palais fut donné par le pape Pie II au cardinal Rodrigo Borgia (futur pape Alexandre VI), alors son vice-chancelier. Il abrite depuis 1998 le musée diocésain (it) dont les œuvres principales sont les suivantes :

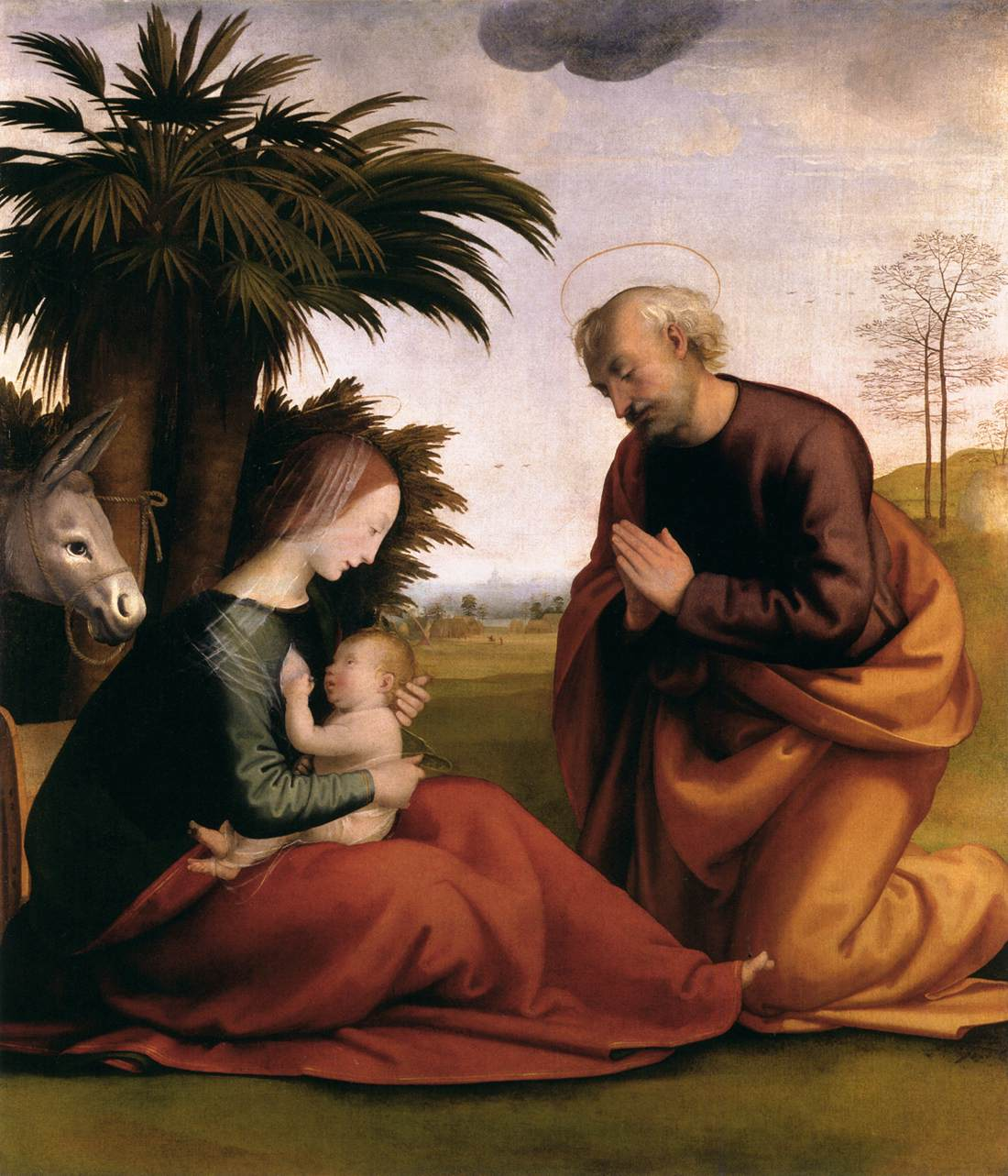
La Fuite en Égypte de Fra Bartolomeo.
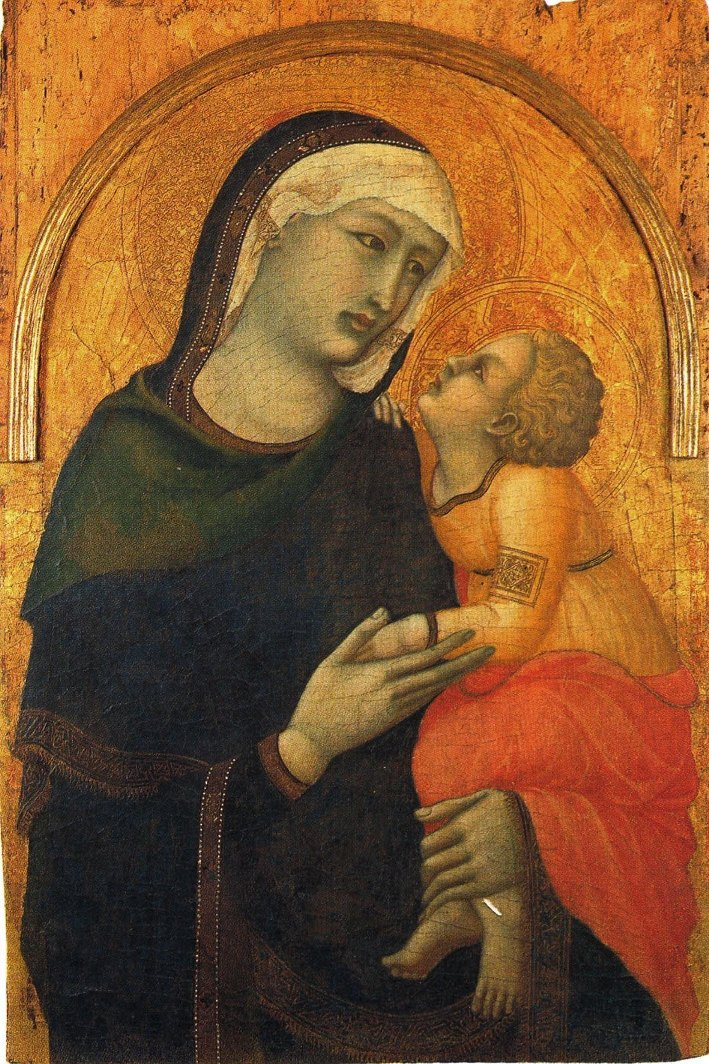
La Madonna di Monticchiello de Pietro Lorenzetti.

- La Fuite en Égypte de Fra Bartolomeo
- Madonna col Bambino dite Madonna di Monticchiello (partie de polyptyque) (1320), de Pietro Lorenzetti, provenant de la Pieve SS. Leonardo e Cristoforo di Monticchiello.
- Madonna col Bambino in trono tra i Santi Biagio, Giovanni Battista, Nicola e Floriano (1460), du Vecchietta, provenant de Spedaletto.
- Madonna della Misericordia tra San Sebastiano e San Bernardino (1490), de Luca Signorelli.

## Description
La façade montre deux ordres de fenêtres à meneaux (dites en Toscane « à croix guelfe ») chacun séparés par des cornice marcapiano ainsi que du rez-de chaussée et de son grand portail surmonté d'un tympan.